# 庄一拂
庄一拂（1907年—2001年2月14日），原名庄临，号南溪，晚号箨山，男，浙江嘉兴人，中华人民共和国昆曲家。

## 生平
庄一拂早年赴上海求学时，1927年获东亚研究院法学硕士学位。早年跟从易孺学习声律，又跟从梁漱溟习佛学。抗日战争期间，在上海参加平声曲社，师从苏州全福班领班陈凤鸣学习昆曲。他以古槁李人的笔名撰《十年记》，并编有《古今杂剧文学周刊》，著有《南溪散曲》。1942年，庄一拂与赵景深合作编辑《戏曲》月刊；主编《大成曲刊》，撰《鸳湖冢》。之后进入浙江通志馆，参与编撰《浙江通志》，并编纂《古曲戏曲存目汇考》（1982年12月由上海古籍出版社出版）。
2001年2月14日去世。

## 故居
先有庄一拂故居（白茆庵），位于嘉兴市城南白茆墩。

## 延伸阅读
- 徐宏图. 新声共咏日精花——记庄一拂与昆剧传字辈艺人[J]. 文化艺术研究, 2002(1):23-24.
- 赵兴勤, 赵韡. 庄一拂戏曲活动稽考——民国戏曲研究人物钩沉之三[J]. 社会科学论坛, 2010(15):136-143.
- 朱复. 世纪曲家庄一拂先生逝世[J]. 戏曲艺术, 2001(2):74-75.
- 徐宏图. 访世纪曲家庄一拂[J]. 戏曲艺术, 1999(3):58-60.